# جووانی جاکونه

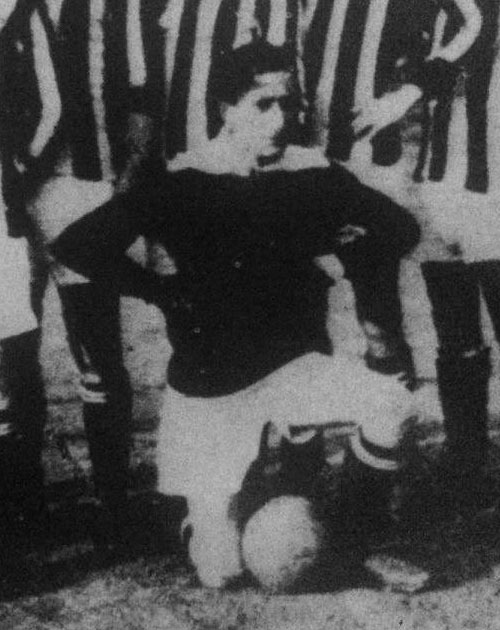
جووانی جاکونه

جووانی جاکونه (به ایتالیایی: Giovanni Giacone) بازیکن فوتبال اهل ایتالیا است که از سال ۱۹۲۰ میلادی عضو تیم ملی فوتبال ایتالیا بوده و در ۴ بازی ملی حضور داشته‌است. او در بازی‌های ملی‌اش ۸ گل دریافت کرد.
جووانی جاکونه آخرین بازی ملی خود را در سال ۱۹۲۰ میلادی انجام داد.